# Pavel Chihaia
Pavel Chihaia (n. 23 aprilie 1922, Corabia, România – d. 18 iunie 2019, München, Germania) a fost dramaturg, eseist, romancier  și istoric de artă român contemporan.

## Biografie
La vârsta de patru ani, după decesul mamei sale, este adoptat de o mătușă din Constanța.
Între anii 1941 și 1945 urmează Facultatea de Litere în București, apoi lucrează ca impiegat la Direcția Generală a Teatrelor până în 1948. Prima sa piesă de teatru, La farmecul nopții (1945), primește Premiul Scriitorilor Tineri ai Fundațiilor Regale și apare la Editura Fundațiilor Regale. Primul roman, Blocada, prefațat de Petru Comarnescu, îmbină farmecul peisajului dobrogean și misterele portului Constanța cu o viziune modernă, ale cărei orizonturi aparțin literaturii universale. După acest debut promițător, persecuția stalinistă îl obligă să își renege vocația, muncind ca zidar și figurant. Face parte din organizația anticomunistă "Mihai Eminescu" împreună cu Vladimir Streinu, Constant Tonegaru, Iordan Chimet și Marie-Alype Barral.
În anul 1958 este angajat la Institutul de Istoria Artei, secția artă medievală, unde realizează, între 1958 și 1978, șaptezeci de studii despre istoria culturii și artei, de curând culese în cinci volume cu titlul Artă medievală. Teza de doctorat la Sorbona, Paris, în 1973, va fi publicată ulterior cu titlul de Immortalité et décomposition dans l'art du Moyen Age.  
În anul 1978, împreună cu soția sa Maria-Ioana (n. Mira), cere azil politic în Germania. Stabilit la München, împreună cu soția sa și fiul lor Matei, ocupă postul de consilier de educație la liceul francez Jean Renoir din acest oraș, colaborează la Radio Europa Liberă. Va publica în continuare Tradiții răsăritene și influențe occidentale în Țara românească. 
În același timp, reîncepe activitatea sa literară, scriind două romane cu nuanțe autobiografice. Primul, Hotarul de nisip, început în anii cinzeci și ascuns în sertar timp de jumătate de secol, descrie epoca stalinismului din punctul de vedere al unor tineri intelectuali care caută să fugă din România. Al doilea, Cearta sufletului cu trupul, analizează experiența exilului cu referințe la realitatea occidentală și sensibilitatea religioasă a ortodoxiei.

## Operă

### Literatură, critică literară, critică plastică
- La Farmecul Nopții (piesă în trei acte), Fundația Regală pentru Cultură și Artă, București, 1945

- Blocada, (roman)
  - Ediția I, Editura Cultura Națională, București, 1947
  - Ediția II, Editura Dacia,  Cluj, 1991
  - Ediția III, Editura Dacia, Cluj, 1994
  - Ediția IV,  Editura Dacia, Cluj-Napoca, 2005.

- Fața cernită a libertații,  20 convorbiri la Europa Libera
  - Ediția I, Editura Jurnalul Literar, București, 1991
  - Ediția II (revăzută), Editura Jurnalul Literar, București, 1992

- Treptele nedesăvârșirii
  - Ediția I, Editura Institutul European, Iași, 1993
  - Ediția II, Editura Eminescu, București, 1997

- Mărturisiri din exil, Editura Institutul European, Iași, 1994

- Itinerarii artistice, Editura Dorul – Aalborg, Danemarca, 1997

- Legendele unei lumi posibile, Editura Jurnalul Literar, București, 2000

- Înfăptuiri pontice, Editura Ex Ponto, Constanța, 2005.

- Scrieri din țară și din exil (volumele 1-3)
  - Hotarul de nisip, vol. 1, Editura Paidea, București, 2007
  - Trecut și prezent, vol. 2, Editura Paidea, București, 2007
  - Cultura română și cultura europeană, vol. 3, Editura Paidea, București, 2007

- Despre prietenii artiști si înfăptuirile lor, Editura Eicon, Cluj-Napoca, 2011

- Corespondență (Scrisori primite, scrisori trimise), Editura Ex Ponto, Constanța, 2012

- Un armăsar mai puțin. Nuvele inedite, Editura Ex Ponto, Constanța, 2015

### Cărți științifice
- Din cetățile de scaun ale Țării Românești, Editura Meridiane, București, 1974.

- De la Negru Vodă la Neagoe Basarab. Interferențe literar-artistice în cultura românească a evului de mijloc, Editura Academiei Republicii Socialiste România, București, 1976.

- Sfârșit și început de ev. Reprezentări de cavaleri la începuturile Renașterii, Editura Eminescu, București, 1977.

- Tradiții răsăritene și influiențe occidentale în Țara Românească
  - Ediția I, Editura Ion Dumitru, München, 1983.
  - Ediția II, Editura Sfintei Arhiepiscopii a Bucureștilor, București, 1993.

- Immortalité et décomposion dans l’art du Moyen Âge, Fondation culturelle roumaine, Madrid, Spania, 1988.

- Lecturi despre Țările Române în Evul Mediu, Editura Dorul - Aalborg, Danemarca, 1995.

- Portrete de voievozi din Țara Românească, Editura Dorul – Aalborg, Danemarca, 1995.

- Țara Românească între Bizanț și Occident, Editura Institul European, Iași, 1995.

- Orizont medieval, Editura Dorul – Aalborg,  Danemarca, 1996.

- Artă medievală (volumele 1-5)
  - Monumente din cetățile de scaun ale țării românești, vol. 1, Editura Albatros, București, 1998.
  - Învățături și mituri în Țara Romîneasca, vol. 2, Editura Albatros, București, 1998.
  - Țara Românească între Bizanț și Occident, vol. 3, Editura Albatros, București, 1998.
  - Cautări în orzontul timpului, vol. 4, Editura Albatros, București, 1998.
  - Sfârșit și început de ev, vol. 5, Editura Albatros, București, 1998.

### Opera Omnia (volumele 1-10)
- Blocada, vol. 1, Editura Ex Ponto, Constanța, 2010.
- Înfăptuiri Pontice, vol. 2, Editura Ex Ponto, Constanța, 2010.
- Hotarul de nisip, vol. 3, Editura Ex Ponto, Constanța, 2010.
- Trecut și prezent, vol. 4, Editura Ex Ponto, Constanța, 2010.
- Cultura română și cultura europeană, vol. 5, Editura Ex Ponto, Constanța, 2010.
- Monumente din cetățile de scaun ale Țătii Românești, vol. 6, Editura Ex Ponto, Constanța, 2010.
- Învățături și mituri în Țara Românească, vol. 7, Editura Ex Ponto, Constanța, 2010.
- Țara Românească intre Bizanț și occident, vol. 8, Editura Ex Ponto, Constanța, 2010.
- Căutări în orizontul timpului, vol. 9, Editura Ex Ponto, Constanța, 2010.
- Immortalité et décomposion dans l’art du Moyen Âge, vol. 10, Editura Ex Ponto, Constanța, 2010.